# Jean-Pierre Beauviala
Jean-Pierre Beauviala (né le 22 juillet 1937 à Alès (Occitanie) et mort le 8 avril 2019 à Paris) est un ingénieur et électronicien français, passionné de cinéma, créateur de caméras et d'enregistreurs sonores.

## Biographie
Jean-Pierre Beauviala fait ses études à l'université de Grenoble, où il est responsable du ciné-club, en 1960 jusqu'en janvier 1962, où Jean-Michel Barjol lui succède. Il termine ses études en 1962, avec un doctorat en électronique et devient professeur en électronique à l'université.
Pour réaliser lui-même un film sur les pratiques urbanistiques de cette époque, Beauviala invente les instruments qui manquaient à la réalisation de son projet, c'est-à-dire l'asservissement sur quartz des moteurs de caméra pour supprimer le fil entre caméra et magnétophone, puis le marquage du temps pour pouvoir éliminer le clap, et enregistrer le son sur trois enregistreurs Nagra dispersés dans divers lieux de son quartier à Grenoble. Le film ne se fait pas, mais Beauviala va continuer à inventer.
Il quitte son poste à l'université en 1968 et travaille comme consultant pour le fabricant Éclair, chez qui il crée le moteur quartz. Il y reste un an, puis part fonder la société Aaton à Grenoble quand Éclair est déménagé de Paris à Londres en 1970.
Avec Aaton, il invente, entre autres, la caméra vidéo de poing (la Paluche), le marquage temps dans les caméras film, le 35 mm à trois perforations, le Cantar (enregistreur sonore numérique)…

## Distinction
Jean-Pierre Beauviala a reçu en 2002 l'Eastman Kodak Gold Medal Award décerné par la Society of Motion Picture and Television Engineers (SMPTE) pour ses apports techniques innovants et particulièrement pour la conception de la caméra A-minima.

## Créations
Caméras 16 mm et Super 16
- Aaton LTR7
- Aaton LTR54
- Aaton XTR
- Aaton XTR+
- Aaton XTR Prod
- Aaton Xtera
- A-minima;

Caméras 35 mm
- Aaton 35I
- Aaton 35II
- Aaton 35III
- Penelope.

Caméra de cinéma numérique
- Penelope Delta

Enregistreur audio numérique
- Cantar-X.

Enregistreur vidéo sur film (film recorder)
- Aaton K

## Cinéma
Producteur
- 1972 : Opération fermes ouvertes, Larzac Pâques 72 de Jean-Pierre Beauviala et Suzanne Rosenberg
- 1980 : Geel de Vincent Blanchet et André Van In

Acteur
- 1984 : Les Favoris de la lune d'Otar Iosseliani : Colas
- 1989 : Incognito (TV) d'Alain Bergala : Hans
- 2010 : Mademoiselle Else d'Isabelle Prim : Dorsday
- 2011 : La Rouge et la Noire d'Isabelle Prim

Documentaire
- 1999 : Cinéma vérité : le moment décisif de Peter Wintonick : lui-même
- 2013 : Mille Chemins du Temps de Philippe Vandendriessche : lui-même